# Прибыткинский сельсовет
Прибыткинский сельсовет — муниципальное образование со статусом сельского поселения в составе Бондарского района Тамбовской области Российской Федерации
Административный центр — село Прибытки.

## История
В соответствии с Законом Тамбовской области от 17 сентября 2004 года № 232-З установлены границы муниципального образования и статус сельсовета как сельского поселения.

## Население
| 2010 | 2012 | 2013 | 2014 | 2015 | 2016 | 2017 |
| ---- | ---- | ---- | ---- | ---- | ---- | ---- |
| 936  | ↘917 | ↘861 | ↘843 | ↘821 | ↘801 | ↘796 |
| 2018 | 2019 | 2020 | 2021 |      |      |      |
| ↘792 | ↘771 | ↗780 | ↘663 |      |      |      |

## Состав сельского поселения
| № | Населённый пункт | Тип населённого пункта       | Население |
| - | ---------------- | ---------------------------- | --------- |
| 1 | Богдановка       | деревня                      | ↘7        |
| 2 | Вердеревщино     | село                         | ↘580      |
| 3 | Ивановка         | деревня                      | →21       |
| 4 | Прибытки         | село, административный центр | ↘269      |